# Is This It
Is This It är det amerikanska rockbandet The Strokes debutalbum, utgivet 2001. Albumet blev en stor succé och hyllades av kritiker i såväl USA som Europa. The Strokes blev med detta det första bandet från en ny generation garagerockband att slå igenom bland de stora massorna.
Albumet blev 2:a på albumlistan i Storbritannien och 33:a i USA. Tidskriften Rolling Stone rankande det 2003 som nummer 363 av de 500 bästa albumen genom tiderna.

## Låtlista
Alla låtar är skrivna av Julian Casablancas.
| Nr  | Titel               | Längd |
| --- | ------------------- | ----- |
| 1.  | Is This It          | 2:35  |
| 2.  | The Modern Age      | 3:32  |
| 3.  | Soma                | 2:38  |
| 4.  | Barely Legal        | 3:58  |
| 5.  | Someday             | 3:07  |
| 6.  | Alone, Together     | 3:12  |
| 7.  | Last Nite           | 3:18  |
| 8.  | Hard to Explain     | 3:48  |
| 9.  | New York City Cops  | 3:36  |
| 10. | Trying Your Luck    | 3:28  |
| 11. | Take It or Leave It | 3:16  |